# Massachusetts / Sir Geoffrey Saved The World

## Közreműködők
- Barry Gibb – ének, gitár
- Robin Gibb – ének, orgona
- Maurice Gibb – ének,  gitár, zongora
- Vince Melouney – gitár
- Colin Petersen – dob
- stúdiózenekar Bill Shepherd vezényletével
- hangmérnök – Mike Claydon; Damon Lyon Shaw, John Pantry

## A lemez dalai
- Massachusetts  (Barry, Robin és Maurice Gibb) (1967), mono 2:19, ének: Barry Gibb, Robin Gibb
- Sir Geoffrey Saved The World  (Barry, Robin és Maurice Gibb)  (1967), mono 2:10, ének: Robin Gibb, Barry Gibb

## Top10 helyezés
- Massachusetts:  #1: Egyesült Királyság, Németország, Hollandia, Ausztrália, Új-Zéland, Kanada, Dél-afrikai Köztársaság, Norvégia, Chile, Japán, Malajzia, Ausztria, Svédország